# Hoplocorypha ugandana
Hoplocorypha ugandana es una especie de mantis de la familia Thespidae.

## Distribución geográfica
Se encuentra en Uganda.